# Вентер, Крейг
Джон Крейг Вентер (англ. John Craig Venter; род. 14 октября 1946, Солт-Лейк-Сити, США) — американский генетик, биотехнолог, биохимик и предприниматель.
Признан одним из двух ключевых лидеров в процессе расшифровки генома человека, составив конкуренцию государственному проекту «Геном человека».
Основал Celera Genomics, Институт геномных исследований (TIGR) и Институт Крейга Вентера (JCVI). Он является сооснователем Human Longevity Inc., и был её CEO до 2017, после чего некоторое время оставался председателем совета директоров компании. Журналом Time дважды (2007, 2008) признавался одним из сотни самых влиятельных людей мира.
Доктор философии, член Национальной академии наук США (2002) и Американского философского общества (2013). Удостоен Национальной научной медали США (2008) и др. отличий.

## Биография
С юных лет отличался темпераментным индивидуализмом. Он увлекался морскими видами спорта: серфингом и судоплаванием. В детстве самостоятельно построил моторную лодку. 
Он был против войны во Вьетнаме,, поэтому записался в Армию США медиком, чтобы избежать призыва на войну в качестве солдата. Около полугода отслужил в отделении интенсивной терапии полевого госпиталя. Намеревался покончить с собой из-за увиденного на войне. Вентер заплыл далеко в море, но столкнулся с акулой, после чего передумал и вернулся на берег. Опыт работы военным врачем привел его к решению посвятить свою жизнь медицине и спасению человеческих жизней, поэтому он продолжил обучение.
В 1972 году получил степень бакалавра по биохимии, а в 1975 году степень доктора философии по физиологии и фармакологии в Университете Калифорнии в Сан-Диего. Преподавал в Университете штата Нью-Йорк в Буффало и Roswell Park Cancer Institute. С 1984 года работал в Национальном институте здравоохранения США (NIH). В NIH Вентер освоил методы идентификации всех мРНК, имеющихся в клетке, и начал использовать этот метод для идентификации генов человеческого мозга. Короткие фрагменты кДНК, открытые с помощью этого метода, стали называться «выявленными метками последовательностей» (англ. expressed sequence tags, EST).

### Институт геномных исследований
В 1992 году основал Институт геномных исследований (англ. The Institute for Genomic Research (TIGR)).

### Celera и расшифровка генома человека
Вентер был президентом компании Celera Corporation, занимавшейся параллельной коммерческой версией проекта «Геном человека». В этой компании с 1999 года использовался метод дробовика (англ. shotgun sequencing technology). Целью проекта было создание генетических баз данных и их коммерческое использование. В то время данная область ещё не была юридически отрегулирована и необходимые для успеха 300 млн долларов были привлечены в надежде окупить их патентами. Под давлением, в основном от Президента США Билла Клинтона, Крейг Вентер был вынужден раскрыть генетические данные и включить их в проект «Геном человека».
Вентер с частным финансированием и Френсис Коллинз с государственным финансированием независимо картировали и расшифровали ДНК человека. Их отчёты были опубликованы в 2001 году — один в Nature, другой в Science.
Несмотря на различие мотиваций и конкуренцию, 26 июня 2000 года Крейг Вентер и Френсис Коллинз из NIH вместе объявили о завершении составления черновика карты генома человека в присутствии Президента США Билла Клинтона.
Дональд Кеннеди, бывший главным редактором журнала Science с 2000 по 2008 год, заявил: «Нет сомнений, что мир получил (расшифрованный геном человека) намного раньше, чем это было бы, не включись в гонку Вентер».
Вентер ушёл из Celera Corporation в начале 2002 года.

### Synthetic Genomics

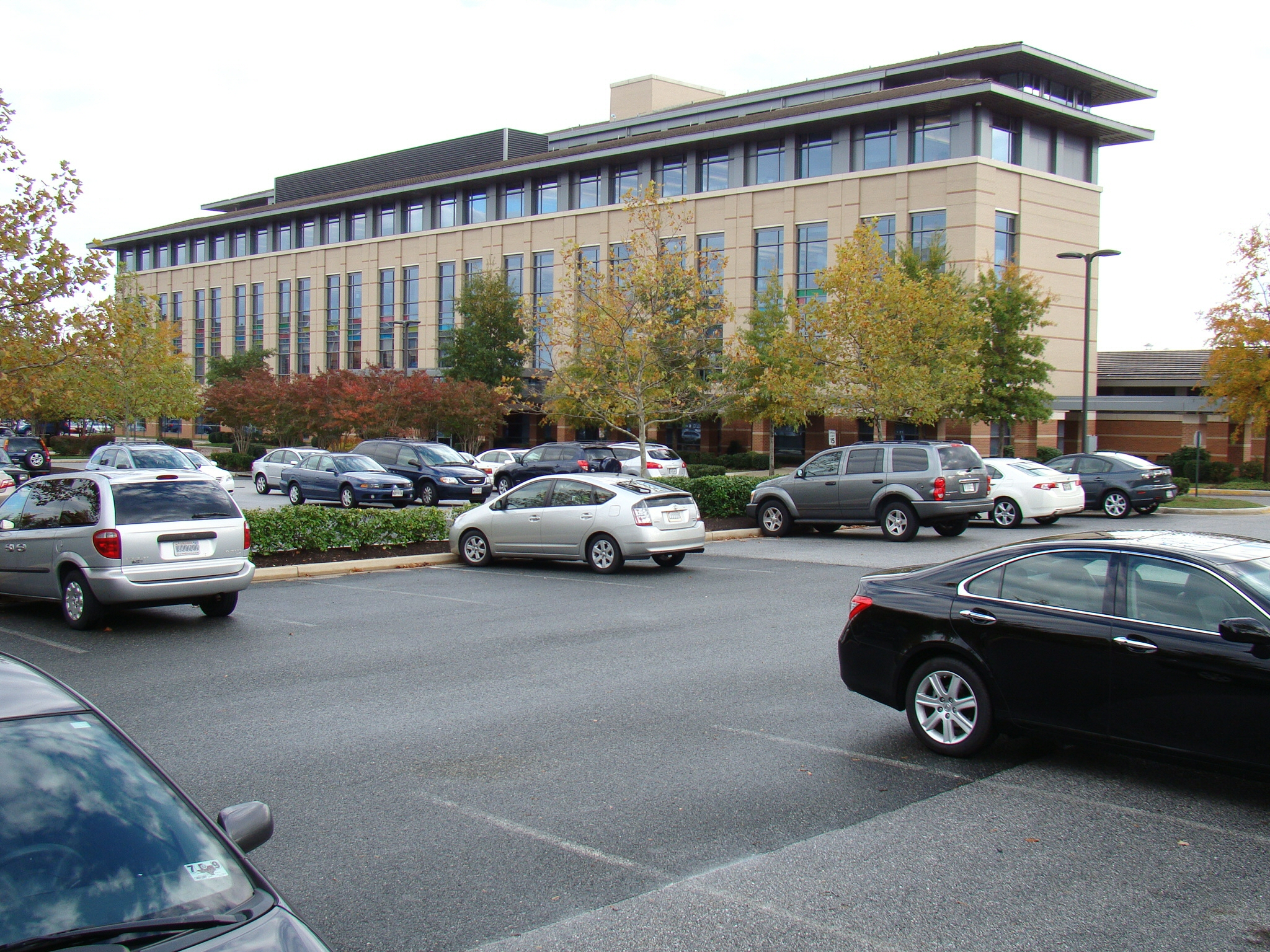
Институт Крейга Вентера, Роквилл (Мэриленд)

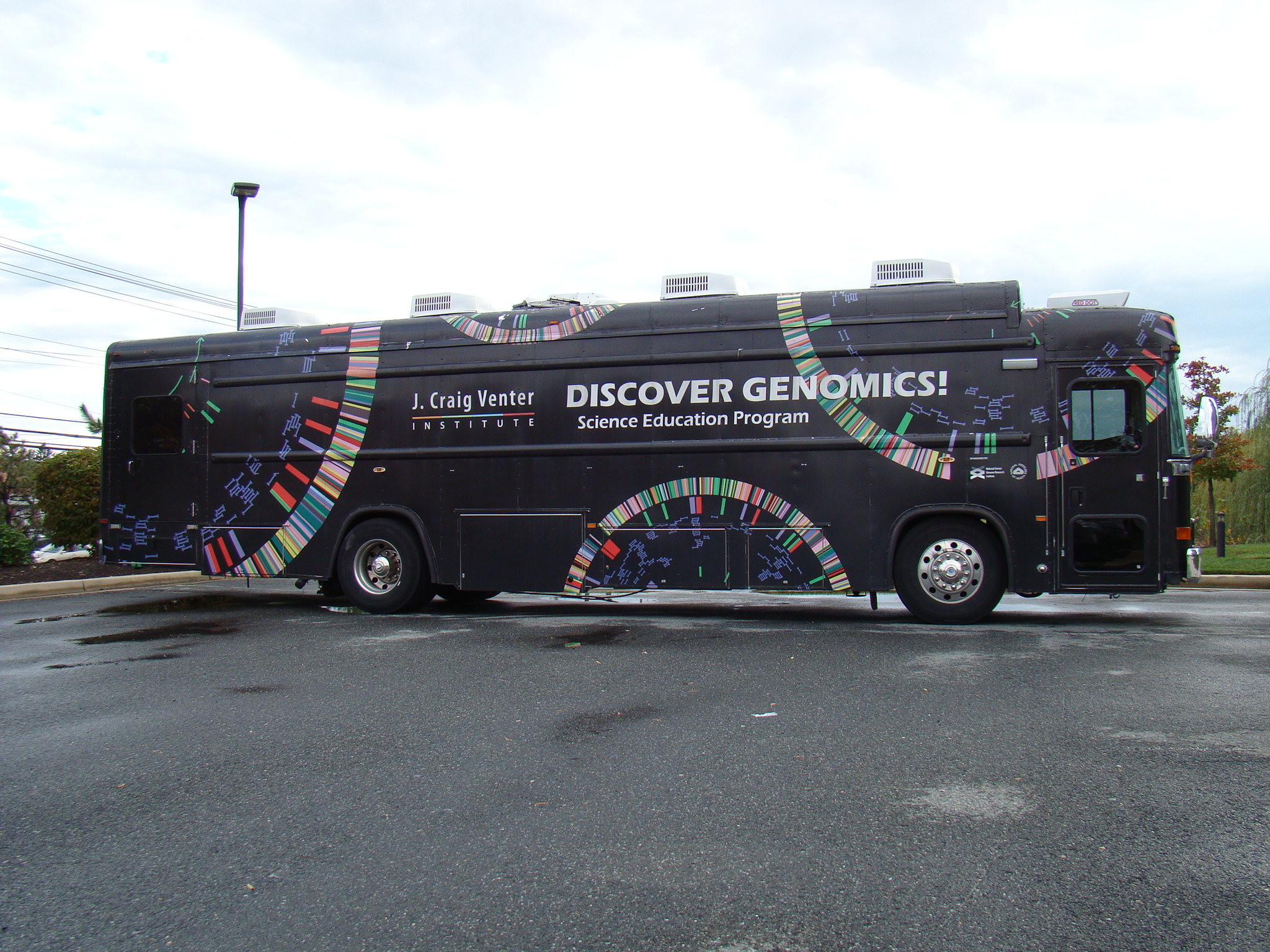
Автобус образовательной программы Института Крейга Вентера

см. Synthetic Genomics

### Институт Крейга Вентера
В настоящее время Вентер — президент Института Крейга Вентера (англ. J. Craig Venter Institute), аффилированного с Институтом геномных исследований.
Вентер руководил первым в истории человечества синтезом живого организма, так называемой Микоплазмы лабораторной.
Этот организм, по замыслу создателей, содержит в своем геноме наиболее близкий к минимально возможному набор генов. В 2010 году представил миру простейший биосинтетический организм, способный к размножению. 21 мая 2010 года Вентер заявил о создании им искусственной клетки.
Первый в мире искусственный организм (синтетическая бактерия) получил имя Синтия (англ. Cynthia).
В настоящее время этот синтез хромосомы бактерии считается высшим достижением в области создания искусственного генома.

### Human Longevity Inc.
Совместно с основателем премии X-Prize Питером Диамандисом, в 2013 году основал компанию Human Longevity Inc. c целью собрать наиболее подробную в мире базу генотипов и фенотипов человека и с применением машинного обучения ИИ найти и разработать новые способы борьбы со старением.
Компания получила 80 млн долларов инвестиций в 2014 году и 220 млн в 2016 году. и заключила долгосрочные договоры о сотрудничестве в исследованиях с фармацевтическими компаниями Celgene и AstraZeneca.
Компания предлагает частным лицам услугу под названием «Ядро здоровья», включающую в себя список медицинских тестов. Два ключевых теста — это полное секвенирование ДНК пациента и МРТ. Другие тесты также включают раннюю диагностику рака, на стадиях когда он является излечимым. Остальные тесты включают раннюю диагностику сердечно-сосудистых и других заболеваний, а также тестирование микробиома.
Это комплексное тестирование позволяет клиентам определить болезни и риски для здоровья намного раньше, чем это возможно другими методами. Раннее лечение и изменение образа жизни согласно полученной информации позволяют клиентам увеличить продолжительность жизни.
Вентер руководил Human Longevity Inc. несколько лет с момента основания, но позже уступил место руководителя.
Он автор более 250 научных статей.

## Историческая точка зрения о синтетической биологии
С исторической точки зрения Крейг — последователь синтетической биологии, начало которой представляют собой работы над созданием гомункулуса, затем синтез квазиклеточных мезоструктур с середины XIX века до 1930-х годов. Таким образом, ряд имён Э. Геккеля, М. Траубе, Г. Г. Квинке, П. Гартинга, А. Эррера сегодня дополняет имя Крейга Вентера.

## Награды и премии
- 2000 — Международная премия короля Фейсала
- 2000 — Gabbay Award[англ.]
- 2001 — Премия Принца Астурийского
- 2001 — Biotechnology Heritage Award[англ.]
- 2001 — Warren Triennial Prize, Massachusetts General Hospital
- 2002 — World Award[нем.]
- 2002 — Премия Пауля Эрлиха и Людвига Дармштедтера
- 2002 — Международная премия Гайрднера
- 2003 — Debrecen Award for Molecular Medicine[англ.]
- 2007 — Golden Eurydice Award[англ.]
- 2007 — Премия Ниренберга
- 2008 — Медаль «Двойная спираль»[англ.]
- 2008 — Премия Кистлера[англ.]
- 2008 — ENI award[англ.]
- 2008 — Национальная научная медаль США
- 2009 — Premio Lección Conmemorativa Jiménez Díaz[исп.]
- 2011 — Премия Диксона
- 2012 — Премия Дэна Дэвида
- 2015 — Медаль Левенгука